# Voetbalkampioenschap van Saale-Elster 1915/16
In 1915/16 werd het derde voetbalkampioenschap van Saale-Elster gespeeld, dat georganiseerd werd door de Midden-Duitse voetbalbond. Vorig jaar vond er geen officiële competitie plaats. Door het uitbreken van de Eerste Wereldoorlog werd pas in februari 1915 begonnen aan een competitie met Zeitzer BC 03, SpVgg Zeitz 1910, FC Hohenzollern Weißenfelfs en Preußen Weißenfels, maar deze competitie werd eind februari al weer stopgezet. In juli kwam er een tweede poging met dezelfde teams an ook Naumburger SV Hohenzollern en de voetbalafdeling van TV Friesen Naumburg. Het is niet geweten of hier effectief wedstrijden gespeeld werden. 
Dit jaar werd Hohenzollern Naumburg kampioen en plaatste zich voor de Midden-Duitse eindronde. De club verloor meteen met zware 2-8 cijfers van SC 1903 Weimar. 

## 1. Klasse
| Plaats | Club                        | Wed. | W | G | V | Saldo | Ptn.  |
| ------ | --------------------------- | ---- | - | - | - | ----- | ----- |
| 1.     | Naumburger SpV Hohenzollern | 6    | 5 | 0 | 1 | 24:09 | 10:02 |
| 2.     | FC Preußen Weißenfels       | 6    | 2 | 1 | 3 | 11.13 | 05:07 |
| 3.     | SpVgg Zeitz 1910            | 6    | 2 | 1 | 3 | 12:23 | 05:07 |
| 4.     | Zeitzer BC 1903             | 6    | 2 | 0 | 4 | 18:20 | 04:08 |

|  | Kampioen, geplaatst voor Midden-Duitse eindronde |